# Cicatriz

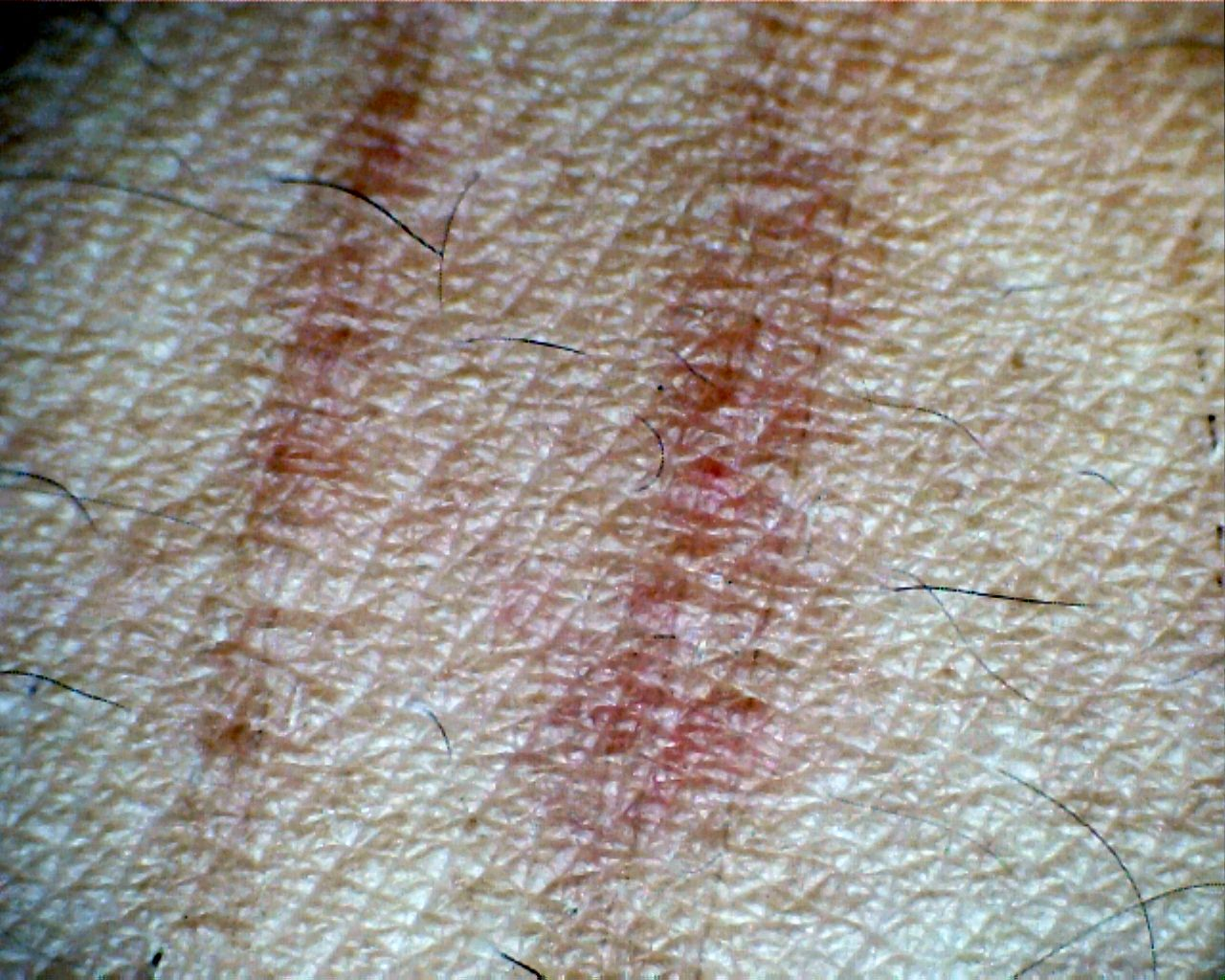
A reparação envolve simultaneamente e imediatamente a regeneração de células especializadas, a formação de tecido de granulação e a reconstrução do tecido.

Cicatriz ou fibrose são áreas de tecido fibroso é o resultado de uma lesão da derme, geralmente em consequência de uma lesão ou por corte cirúrgico. Além do impacto estético, a perda da integridade da pele e tecidos subcutâneos facilitam infecções, são mais vulneráveis a perda sanguínea e diminuem a sensibilidade na área. Cicatrizes podem também comprometer o funcionamento e proteção de órgãos.

## Tipos
O processo de reparação tecidual ocorre por dois mecanismos distintos: regeneração de células não lesadas com maturação das células tronco do tecido e deposição do tecido conjuntivo para a formação da cicatriz. Portanto, a cicatriz existirá quando ocorre um processo lesivo grave o suficiente para que ocorram os processos bioquímicos da deposição do tecido conjuntivo.  O excesso de componentes para o processo de reparação tecidual pode originar cicatrizes do tipo queloides e hipertróficas.

### Hipertrófica
Artigo principal: Cicatriz hipertrófica
As cicatrizes hipertróficas acontecem quando o corpo produz uma quantidade excessiva de colágeno, resultando em uma cicatriz elevada. Muitas vezes, crescem de maneira rápida e contém grande quantidade de miofibroblastos, mas reduzem de tamanho em alguns meses, a depender do evento lesivo e de características do organismo.

### Queloide
Artigo principal: Cicatriz Queloide
As cicatrizes queloides são uma forma mais séria do excesso de deposição dos produtos responsáveis pela cicatrização. O tecido cicatricial nesses casos não regridem e continuam crescendo para além dos limites da lesão. Os mecanismos para a formação tanto da cicatriz hipertrófica quanto da queloide ainda não são plenamente estabelecidos, mas estudos demonstraram que a inflamação envolvida no processo de síntese de colágeno está diretamente relacionada com o tamanho final das cicatrizes.
Essas cicatrizes podem acontecer com qualquer um, mas são mais comuns em pessoas de descendência africana. Podem ser causadas por trauma, cirurgia, queimadura ou acne grave.

### Umbilical
Artigo principal: Cicatriz Umbilical

Humanos e outros mamíferos apresentam a "cicatriz umbilical", também chamada de "umbigo". Trata-se de um remanescente fibroso do local em que se localizava o cordão umbilical.